# Méliphage à tête noire
Melithreptus affinis
Espèce
Statut de conservation UICN

 LC  : Préoccupation mineure
Le Méliphage à tête noire (Melithreptus affinis) est une espèce de passereau de la famille des Meliphagidae.

## Répartition
Il est endémique de Tasmanie et des îles avoisinantes (île King et de l'archipel Furneaux).

## Habitat
Il habite les forêts tempérées et les broussailles méditerranéennes.